# 3803-as mellékút (Magyarország)
A 3803-as számú mellékút egy bő 18 kilométeres hosszúságú, négy számjegyű mellékút, nagyrészt Borsod-Abaúj-Zemplén vármegye keleti részén; Sárospataktól vezet a Bodrogköz délebbi fekvésű községei felé. Bár nem lép ki a tájegység területéről, utolsó rövid szakasza közigazgatásilag már Szabolcs-Szatmár-Bereg vármegyéhez tartozik.

## Nyomvonala
A 3814-es útból ágazik ki, annak a 2+100-as kilométerszelvénye közelében, Sárospatak Kispatak városrészében északnyugati részén, dél felé. Árpád út néven húzódik a belterület nyugati szélét követve, majd mielőtt elhagyná a város utolsó házait is, kiágazik belőle délkelet felé a 3811-es út Györgytarló irányába. 3,6 kilométer megtétele után éri el Délőhomok északi szélét, nagyjából egy kilométeren át e külterületi városrész házai között halad, majd az 5. és 8. kilométerei között a ritkás beépítettségű Apróhomok és Rózsástanya városrészeken húzódik végig. Utóbbinak déli részén keresztezi az egykori Bodrogközi Gazdasági Vasút nyomvonalát is, de a keresztezés tényére a helyszínen ma már szinte semmi nem emlékeztet.
10,4 kilométer megtétele után elhalad Sárospatak, Kenézlő és Györgytarló hármashatára mellett, majd a következő, csaknem pontosan 2,5 kilométeres szakaszán e két utóbbi település határvonalát kíséri. 12,9 kilométer után visszatorkollik bele kelet felől a 3811-es út, s ugyanott átlép Gávavencsellő határai közé. Lakott helyeket itt nem érint, hiszen Gávavencsellő teljes lakott területe a Tisza túlpartján terül el; ugyanúgy, mint Balsáé is, mely falu határát az út a 15. kilométerénél lépi át. Ott egy darabon nyugat felé húzódik, majd 16,2 kilométer után beletorkollik észak felől a 3802-es út, s ugyanott délnek fordul. A 17+250-es kilométerszelvénye táján kiágazik belőle egy jelöletlen elágazásnál egy alsóbbrendű út, amely a balsai kompátkelőhöz vezet; majd bő egy kilométerrel ezután, Balsa Tiszapart nevű községrészénél, egy hurokkal véget is ér.
Teljes hossza, az országos közutak térképes nyilvántartását szolgáló kira.kozut.hu adatbázisa szerint 18,562 kilométer.

## Története
A Kartográfiai Vállalat 1990-es kiadású Magyarország autóatlasza az északi felét (nagyjából a Sárospatak határai között húzódó szakaszát) kiépített, pormentes útként tünteti fel, a fennmaradó része egy fokozattal gyengébb burkolatminőségű, portalanított útként szerepel az atlasz térképén. Gyanús azonban, hogy ez térképkészítési hiba lehet, hiszen a térkép – feltűnően más nyomvonalon – feltüntet egy olyan, pormentesként kiépített utat is, körülbelül a Sárospatak-Kenézlő-Györgytarló hármashatár és Kenézlő lakott területének keleti széle között, amelynek 2022-es állapot szerint úgyszólván semmi nyoma nem látszik az aktuálisan elérhető (pl. Google) légifelvételek vagy utcaképek között.